# 七堇年
七堇年（1986年10月5日—），本名赵勤，生于四川省泸州市，中国当代青年作家，香港浸会大学硕士，中国作家协会会员，成都作家协会副秘书长。其文风成熟稳健，阒静通透，充满灵性和艺术感染力，有同龄人没有的成熟。为80后中罕有的严肃文学派作者。

## 生平
- 2002年，七堇年出版其出道作《被窝是青春的坟墓》，并入围第六届新概念作文大赛初赛。
- 2003-2005年就读于私立高中成都外国语学校05届。高考前外语过GRE，并在清华自主招生复选的笔试口试中顺利通过，最后在高考中意外地败北，与清华大学失之交臂，于是改进天津外国语学院。
- 2009年9月赴香港浸会大学，攻读新闻传播专业硕士[2]。
- 2010年，与柯艾公司合同期满未续约，离开郭敬明团队。
- 2013年9月5日任成都作协副秘书长[3]，《青年作家》执行主编。
- 2015年3月，出版主编文集《近在远方》[4]。

## 作品列表
- 《大地之灯》长篇小说（2007.1，长江文艺出版社）
- 《被窝是青春的坟墓》小说散文集（2007.11，长江文艺出版社）
- 《少年残像》中篇小说（pook2系列）（2008.1，长江文艺出版社）
- 《澜本嫁衣》长篇小说（2008.12月，长江文艺出版社)
- 《大地之灯》再版（2009.6月，长江文艺出版社）
- 《尘曲》长篇小说（2010年 10初上市，北京磨铁图书出版有限公司）
- 《被窝是青春的坟墓》再版（2013.4月，人民文学出版社）
- 《平生欢》（2013.11月，浙江文艺出版社）
- 《无梦之境》（2018.4月，人民文学出版社）
- 《晚風枕酒》（2019.7月，中囯友誼出版公司）
- 《横断浪途》（2023.9月，新星出版社）